# غلوبال تايمز
غلوبال تايمز هي صحيفة صينية يتبع خطها التحريري لصحيفة الشعب اليومية انشئت في عام 1993 ، و تم توزيع الصحيفة حصرا باللغة الصينية حتى عام 2009 ب20 أبريل، عندما تم إطلاق وإصدار نسخة باللغة الإنجليزية. في حملة صينية تركز على التنافس مع وسائل الإعلام الأجنبية، في تكلفة قدرت ب 45000000000 $ يوان (5.5 مليون دولار €)
بينما ركزت النسخة الصينية للشؤون الخارجية، والنسخة الإنجليزية هي بالأحرى على الأحداث الداخلية. هو جين تاو Xijin، رئيس تحرير كلا الإصدارين، يقول ان خسارة 20 مليون يوان قدرت خلال السنة الأولى.

## اتهامات
اتهمت بدعاية شعبية زائفة بموالتها للحكومة بشن حملة انتقادات للمنشق آي ويوي في اعقاب اعتقاله.

## وصلات خارجية
- Beijing-based newspaper Global Times launches English edition
- تتحدى الصين التخفيضات والإغلاق في وسائل الإعلام بإطلاق صحيفة جديدة في الغارديان